# Fen
Pour les articles homonymes, voir Fen.
La Fen (汾河 Fén Hé) est une rivière de Chine et un des deux principaux affluents du fleuve Jaune.

## Géographie
La longueur de son cours d'eau est de 694 km. Son bassin versant couvre 39 417 km2 .
Elle coule exclusivement dans le Shanxi qu'elle traverse presque dans sa totalité du nord vers le sud. Elle arrose notamment la capitale provinciale, Taiyuan. Le bassin de la Fen couvre environ un quart du Shanxi, c'est une importante région charbonnière. 

### Archéologie
Cette vallée a été vers - 100 000 un grand centre de la culture paléolithique chinoise avec les sites de T'ing-ts'un et de Cheng-chia-chuang.
Cette culture  fait suite au choukoutiénien. Elle est suivie par la civilisation, elle aussi paléolithique des plateaux des Ordos.